# Шверк, Оскар
Оскар Шверк (нем. Oskar Schwerk, 16 июля 1869, Требнитц, Силезия — 14 ноября 1950) — один из высших офицеров СС, обергруппенфюрер СС (16 июля 1944), генерал-майор (27 августа 1939).

## Биография
Родился 16 июля 1869 в селе Хюнерн в районе Требнитца (Силезия). С 1912 года адъютант при штабе 2 пехотной дивизии.
С 1914 года командир 62-го пехотного полка (3-й Верхнесилезский). 11 ноября 1914 — 13 апреля 1917 года командир 51-го пехотного полка (4-й Нижнесилезский). За боевые заслуги награждён Железным крестом 1-го и 2-го класса и орденом Pour le Merite.
1917 −1918 г.г инспектор по содержанию военнопленных. С 24 декабря 1918 года инспектор ландвера в Бреслау. Затем на службе в Рейхсвере. Когда нацисты пришли к власти, вступил в НСДАП (билет № 5420196), а 13 сентября 1936 года был принят в СС в чине штандартенфюрера (билет № 276825). С 1937 года региональный лидер Немецкого союза ветеранов (нем. NS-Reichskriegerbund) в Силезии. С 1 декабря 1937 при Штабе рейхсфюрера СС. В 1939 году участвовал в Польской кампании. 9 ноября 1944 года зачислен в Штаб рейхсфюрера СС. Умер 14 ноября 1950.

## Звания в СС
- Обергруппенфюрер СС: 16.07.1944
- Группенфюрер СС: 09.11.1942
- Бригадефюрер СС: 20.04.1939
- Оберфюрер СС: 20.04.1937
- Штандартенфюрер СС: 13.09.1936

## Воинские звания
- Генерал-майор: 27.08.1939
- Полковник: 15.07.1918
- Подполковник: 27.01.1916
- Майор: 21.02.1911
- Капитан: 12.09.1902
- Старший лейтенант: 01.09.1896
- Младший лейтенант: 15.01.1889

## Награды
- Медаль «100 лет Вильгельму I» (Королевство Пруссия)
- Железный крест (1914) 2-го и 1-го класса (Королевство Пруссия)
- Королевский орден Дома Гогенцоллернов рыцарский крест с мечами (Королевство Пруссия)
- Орден «Pour le Merite» с дубовыми листьями (Королевство Пруссия)
  - орден (№ 4848) (21 сентября 1916)
  - дубовые листья (№ 183) (2 мая 1917)
- Нагрудный знак «За ранение» (1918) в серебре (Германская империя)
- Почётный крест Первой мировой войны 1914/1918 (1936)
- Пряжка к Железному кресту 2-го класса (1939)
- Крест военных заслуг 2-й степени с мечами
- Крест военных заслуг 1-й степени с мечами (16.07.1944)
- Кольцо «Мёртвая голова»
- Почётная шпага рейхсфюрера СС (22.04.1937)